# Kirkland H. Donald
Kirkland Hogue Donald (Norlina, 15 settembre 1953) è un ammiraglio statunitense.

## Biografia
Si è laureato all'United States Naval Academy di Annapolis nel 1975 con un Bachelor of Science in ingegneria oceanica. In seguito ha ottenuto un MBA all'Università di Phoenix e un post-dottorato alla John F. Kennedy School of Government dell'Università Harvard. Dopo aver terminato l'addestramento per sottomarini a propulsione nucleare, è stato assegnato come ufficiale ai sottomarini USS Batfish (SSN-681), USS Mariano G. Vallejo (SSBN-658) e USS Seahorse (SSN-669).
Dall'ottobre 1990 al febbraio 1993 è stato comandante del sottomarino USS Key West (SSN-722). Ha ottenuto il grado di Capitano della U.S. Navy in marzo 1994. In seguito è stato comandante di varie Submarine Forces, tra cui quella della Sesta Flotta e della Atlantic Fleet. Dal 2004 al 2012 è stato direttore della National Nuclear Security Administration. Si è ritirato dal servizio attivo con la U.S. Navy in novembre 2012.

## Riconoscimenti
L'ammiraglio Donald ha ricevuto numerosi riconoscimenti, tra cui:
- Submarine Warfare Insignia
- Navy Distinguished Service Medal
- Defense Superior Service Medal
- Legion of Merit (cinque volte)
- Meritorious Service Medal
- Navy and Marine Corps Commendation Medal
- Navy and Marine Corps Achievement Medal
- Navy Expeditionary Medal
- Global War on Terrorism Service Ribbon
- Navy Arctic Service Ribbon
- Ordine dell'Impero Britannico (Honorary Commander)